# Syrphus phaeostigma
Syrphus phaeostigma är en tvåvingeart som beskrevs av Christian Rudolph Wilhelm Wiedemann 1830. Syrphus phaeostigma ingår i släktet solblomflugor, och familjen blomflugor. Inga underarter finns listade i Catalogue of Life.